# مایک برنارد (بازیکن فوتبال)
مایک برنارد (انگلیسی: Mike Bernard؛ زادهٔ ۱۰ ژانویهٔ ۱۹۴۸) بازیکن فوتبال اهل بریتانیا است.
از باشگاه‌هایی که در آن بازی کرده‌است می‌توان به باشگاه فوتبال استوک سیتی، باشگاه فوتبال اورتون، و باشگاه فوتبال اولدهام اتلتیک اشاره کرد.
وی همچنین در تیم ملی فوتبال زیر ۲۱ سال انگلستان بازی کرده‌است.